# Arlesey
Arlesey är en ort och civil parish i grevskapet Bedfordshire i England. Orten ligger i distriktet Central Bedfordshire, nära gränsen till Hertfordshire. Tätorten (built-up area) hade 5 584 invånare vid folkräkningen år 2011. Arlesey nämndes i Domedagsboken (Domesday Book) år 1086, och kallades då Alricesei.